# Vojenská záslužná medaile (Moldavsko)
Vojenská záslužná medaile (moldavsky: Medalia „Meritul Militar“) je státní vyznamenání Moldavské republiky. V hierarchii moldavských vyznamenání je mezi medailemi postavena nejvýše.

## Historie a pravidla udílení
Medaile byla založena parlamentem Moldavské republiky dne 30. července 1992 zákonem č. 1123. Medaile je udílena za činy hrdinství během bojových operací, za obranu nezávislosti a svrchovanosti Moldavské republiky, za zajištění veřejného pořádku, za ochranu lidských práv a svobod a také za bezvadnou vojenskou službu.

## Popis medaile
Medaile kulatého tvaru o průměru 30 mm je vyrobena z tombaku. Má tvar červeně smaltovaného kříže. Jednotlivá ramena jsou spojena věncem, na kterém jsou položeny dva zkřížené meče směřující čepelemi vzhůru. Uprostřed kříže je kulatý bíle smaltovaný medailon. V něm je státní znak republiky a pod ním nápis MERITUL MILITAR.
Stuha široká 25 mm se skládá se zlatého středového pruhu, který je na obou stranách lemován úzkými černými proužky. Následují úzké bílé proužky, široké oranžové pruhy a okraj je lemován bílými proužky.